# Garner (Unternehmen)
Garner war ein britischer Nutzfahrzeughersteller. Das Unternehmen existierte von 1909 bis 1933, die Lkw-Produktion wurde jedoch noch bis 1946 fortgeführt.
Die Henry Garner Ltd ging 1909 aus der zwei Jahre zuvor gegründeten Moseley Motor Works mit Sitz an der Alcester Road in Birmingham. Das von Henry Garner (1876–1949) gegründete Unternehmen war zunächst vor allem als Motorfahrzeugvertretung (Austin, Humberette) tätig. Gemäß eigener Darstellung war es der größte Vertragshändler für Austin in Großbritannien. Angeboten wurden auch Fahrzeugkomponenten wie Vergaser; unklar ist, ob diese selber hergestellt oder nur unter eigenem Namen vertrieben wurden.
Zur Nutzfahrzeugproduktion kam Henry Garner während des Ersten Weltkriegs. Er bemühte sich um Regierungsaufträge und reiste in die USA, wo er sich Fahrzeuge und Lizenzen sicherte. Außerdem kam es zu einem großen Vertragsabschluss mit der William Galloway Company in Waterloo (Iowa) über 1000 Traktoren Galloway Bear Cat. Dieser Handel platzte aus nicht ganz geklärten Gründen. Es scheint, dass Galloway wegen kriegsbedingter Materialknappheit nicht rechtzeitig liefern konnte und Garner nach dem zwischenzeitlichen Waffenstillstand und der Stornierung des Auftrags durch die Regierung von einer Rücktrittsklausel Gebrauch machte. Galloway musste darauf Insolvenz anmelden. Der Traktor, der im Königreich unter dem Markennamen Garner angeboten wurde, findet sich in britischen Katalogen und erfuhr auch Rezeption in der Fachpresse. Nur wenige Exemplare erreichten allerdings Großbritannien.
Erst mit der 1927 erfolgten Umfirmierung zu Garner Motor Ltd begann die kontinuierliche Produktion von Nutzfahrzeugen. Produziert wurde ein breites Typenspektrum von Lkw mit Nutzlasten zwischen zwei und vier long ton. Die einzelnen Baureihen wurden mit unterschiedlichen Radständen und Motoren mit Leistungen zwischen 22,4 und 56,6 bhp angeboten. Während die kleineren Fahrzeuge als Zweiachser mit Zwillingsreifen an der Hinterachse angeboten wurden, bekam der TW60 mit einer Nutzlast von vier long ton hinten eine einfach bereifte Doppelachse. Das Unternehmen produzierte sowohl Langhauber als auch Frontlenker.
Die produzierten Stückzahlen waren nicht besonders hoch. Im Jahre 1933 ging das Unternehmen in Sentinel auf, die Produktion wurde in Shrewsbury bis 1936 fortgesetzt. Da Sentinel zum damaligen Zeitpunkt nur dampfgetriebene Fahrzeuge herstellte, waren die von Garner entwickelten Fahrzeuge eine willkommene Ergänzung des Produktionsprogramms. Im Jahr 1946 begann Sentinel mit der Produktion von dieselgetriebenen Lkw unter eigenem Namen und der Markenname Garner entfiel.